# Diritto potestativo
Il diritto potestativo è la situazione giuridica soggettiva che consiste nell'attribuzione di un potere a un soggetto allo scopo di tutelare un suo interesse. 
Si contrappone, pertanto, alla potestà nella quale il potere è attribuito al soggetto a tutela di un interesse altrui. Il diritto potestativo è una situazione giuridica soggettiva propria del diritto privato, mentre la potestà, pur essendo presente anche nel diritto privato, è tipica del diritto pubblico.

## Storia
Il concetto di diritto potestativo è stato introdotto in epoca recente dalla dottrina tedesca, in particolare dallo Zitelmann e dal Seckel, che hanno posto accanto ai diritti soggettivi assoluti e a quelli relativi alla categoria del Recht des rechtlichen Können (diritto del potere giuridico) o del Gestaltungsrecht (diritto formativo). Nella dottrina italiana il merito di aver contribuito in maniera determinante al recepimento della categoria del diritto potestativo spetta al Chiovenda, al quale si deve anche il nome stesso di tali diritti: "potremmo chiamarli diritti potestativi perché si esauriscono in una potestà".
Taluni ritengono improprio l'uso del termine diritto quando si parla di queste situazioni giuridiche soggettive e in negli anni ottanta venne proposta l'espressione potere di diritto privato.

## Caratteristiche
A fronte del diritto potestativo del soggetto attivo, il soggetto passivo del rapporto giuridico si trova in una posizione di soggezione. Va però precisato che l'ordinamento giuridico può attribuire al soggetto passivo una tutela nei confronti del potere altrui, sicché la sua situazione giuridica è qualcosa di più di una mera soggezione.